# Guiricema
Guiricema é um município do estado de Minas Gerais, no Brasil. Sua população em 2022, de acordo com o censo realizado pelo Instituto Brasileiro de Geografia e Estatística, era de 7 778 habitantes.  Além da sede, possui 4 distritos: Dom Silvério, Cruzeiro, Tuiutinga e Vilas Boas .

## História
No início do século XIX, habitavam, a região, as tribos de índios coroados, coropós e puris. Então, o português José de Lucas Pereira dos Santos, visitando a região, deliberou nela instalar-se com seus familiares e escravos, tal era a fertilidade do solo. Consta que José de Lucas catequizou os índios e ensinou-lhes as primeiras letras. Mais tarde, construiu uma capela que serviu de marco inicial do povoado, primeiramente chamado Bagres, em virtude da grande quantidade de peixes dessa espécie que viviam nas águas do rio local.
Em 1851, o povoado foi elevado a distrito com o mesmo nome de Bagres, pertencente ao município de Rio Branco. Em 1895, o distrito teve seu nome alterado para Guiricema. "Guiricema" é derivado do tupi antigo guirisema, que significa "saída dos bagres" através da composição de guiri (bagre) e sema (saída). O distrito se emancipou administrativamente em 17 de dezembro de 1938.